# Камера номер 79
«Камера номер 79» (груз. «საკანი № 79», рос. «Камера номер 79») — грузинський радянський художній фільм 1930 року кінорежисера Захарія Беришвілі.

## Актори
- Нуца Чхеїдзе — Маро
- Н. Мамулашвілі — Акакі
- Кохта Каралашвілі — Ushangi
- Ш. Хонелі — власник фабрики
- Р. Данік-Берешвілі — дружина власника фабрики
- Тамарі Болквадзе — дружина прокурора
- Н. Тухарелі — маленький Акакі